# Livio Scarsi
Livio Scarsi (Rocca Grimalda, 25 maggio 1927 – Rocca Grimalda, 16 marzo 2006) è stato un fisico e astrofisico italiano.
Si laureò in Fisica all'Università di Genova e diventò ricercatore presso la stessa università. Lavorò successivamente all'Istituto di Fisica dell'Università di Milano, al Centro Studi Nucleari di Saclay (Francia) e al Massachusetts Institute of Technology (USA).
Nel 1967 si trasferì con la famiglia a Palermo, dove assunse la cattedra di Fisica Superiore presso la Facoltà di Scienze. Anche in questa città il suo contributo scientifico fu essenziale, fu fondatore e direttore per molti anni dell'Istituto di Astrofisica Spaziale e Fisica Cosmica del CNR di Palermo e divenne membro dell'Accademia dei Lincei.
Nella sua lunga e premiata carriera, ricevette la laurea honoris causa alla Université de Paris "Denis Diderot" e il premio "Bruno Rossi" della American Astronomical Society. Fece parte poi di numerosi comitati di consulenza del Consiglio Nazionale delle Ricerche, dell'Agenzia Spaziale Europea, dell'Agenzia Spaziale Italiana e dell'Accademia delle Scienze di Russia.
Trascorse gli ultimi giorni nel suo paese natale, cui era rimasto sempre molto legato, e lì si  spense nel 2006.